# Ingo Appelt (humorista)
Ingo Appelt (Essen, 1967. április 20. –) német humorista, parodista.

## Élete
Appelt az iskolát követően géplakatosnak tanult, majd 1993-tól főállasú humoristának állt. Első fellépése 1989-ben volt. Széles körben a ProSieben nevű csatornán futó Quatsch Comedy Club című műsor révén vált ismertté. Egyik leghíresebb paródiája az egykori német védelmi miniszter, a szociáldemokrata Rudolf Scharping kifigurázása volt.
2000 végén saját műsort kapott a csatornán Ingo Appelt Show címen, amely azonban csak tizenegy részt ért meg, egyrészt a nem túl jó nézettségi mutatók, másrészt Appelt olykor ízléstelen viccelődései miatt. A műsorban többek között gyermekbábukat focilabdaként rugdosott.
2006 szeptemberében a német RTL csatornán tűnt fel a Freitag Nacht News című műsorban, ám itt sem járt szerencsével, hiszen a kereskedelmi csatorna még ugyanezen év decemberében megszüntette a hosszú éveken át futó műsort a folyamatosan csökkenő nézettségi mutatókra hivatkozva.

## Lemezek
- 1997: Der Abräumer
- 1998: Feuchte Seite
- 2003: Superstar
- 2008: Männer muss man schlagen
- 2011: Frauen sind Göttinnen – Wir können nur noch beten